# Палікіє-Другі
Палікіє-Другі (пол. Palikije Drugie) — село в Польщі, у гміні Войцехув Люблінського повіту Люблінського воєводства.